# Burmilla
Burmilla è una razza di gatto domestico, originario del Regno Unito dal 1981. È un incrocio tra le razze Persiano e Burmese. Poiché la selezione non è facile, questi gatti sono rari. Nel 1984 in Inghilterra è stato fondato il Burmilla Cat Club.
Gli standard sono stati prodotti nel 1984, e la razza ha ottenuto la qualifica per i campionati negli anni ‘90.

## Come è fatto
- La testa è a forma di triangolo.
- Gli occhi sono a mezzaluna.
- Le orecchie sono arrotondate.
- La coda è sottile all'estremità.

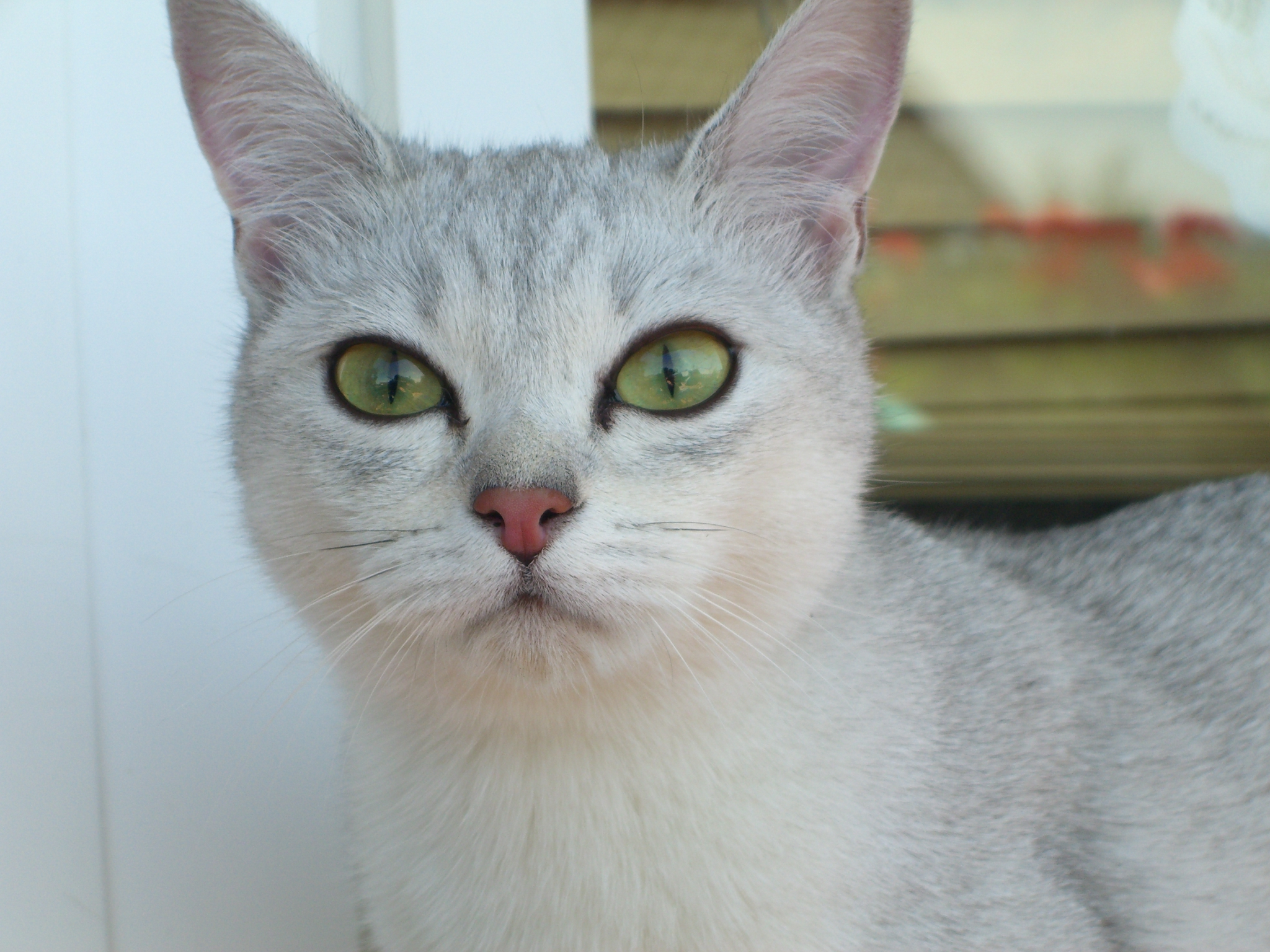
Burmilla varietà Black-Silver-Shaded

- Colore: alla base il pelo è silver o golden, all'estremità può avere diversi colori (cream, red, lilac, ecc.).
- Le zampe: muscolose dall'ossatura sottile.

## Di cosa può soffrire
- È un gatto resistente che non soffre di particolari malattie. 
  - È soggetto soltanto alla formazione di calcoli renali, tipica del gatto Persiano.